# Benzil (compus)
Benzilul (1,2-difeniletan-1,2-diona) este un compus organic cu formula chimică (C6H5CO)2. Este un solid galben, fiind una dintre cele mai comune dicetone, și se utilizează ca foto-inițiator în chimia polimerilor.

## Obținere
Benzilul se obține plecând de la benzoină, de exemplu în reacția cu acetat de cupru (II):
{\displaystyle {\ce {PhC(O)CH(OH)Ph + 2 Cu2+ -> PhC(O)C(O)Ph + 2 H+ + 2 Cu+}}}
Se mai poate utiliza clorură de fier (III) (FeCl3) pe post de catalizator ieftin pentru această reacție.

## Proprietăți
Benzilul suferă o reacție de transpoziție (denumită transpoziție benzilică) în prezența bazelor, formând un derivat acid α-hidroxi-carboxilic, cu numele de acid benzilic: